# International Lease Finance Corporation

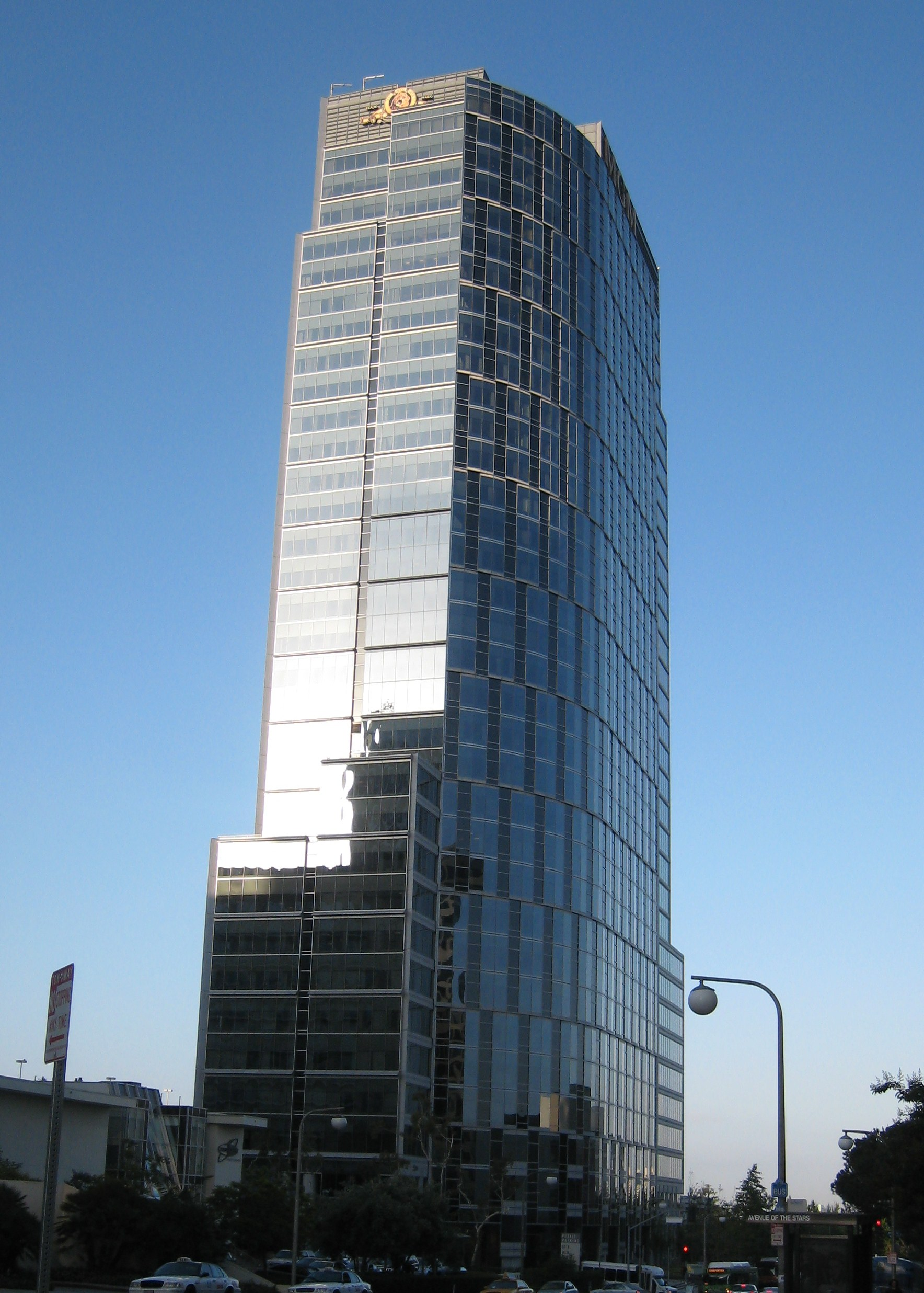
Штаб-квартира ILFC

International Lease Finance Corporation (ILFC) — американская лизинговая компания, специализирующаяся на лизинге и продаже самолётов.
Компания является крупнейшей в мире авиационной лизинговой компанией по стоимости активов, однако их основной конкурент, компания GECAS (подразделение General Electric) владеет большим количеством самолётов. Компания сдаёт в лизинг самолёты Boeing и Airbus и работает преимущественно с крупными авиакомпаниями. Среди клиентов ILFC — авиакомпании Aeroméxico, Air Canada, Asiana Airlines, Korean Air, Cathay Pacific, Cyprus Airways, Air France-KLM, Lufthansa, Alaska Airlines, American Airlines, Air India, United Airlines, Norwegian Air Shuttle, Pakistan International Airlines, Emirates, Gulf Air, а с недавним пор и Delta Air Lines.

## История
Лесли и Луис Гонда, отец и сын, вместе со Стивеном Удваром-Хази основали ILFC в 1973 году. В 1990 году компания была продана международной страховой компании AIG, хотя до февраля 2010 г. Удвар-Хази оставался на посту руководителя компании. В мае 2010 года генеральным директором и президентом ILFC был назначен Анри Курпрон, входивший до этого в руководство Airbus.
2 сентября 2011 года AIG подала заявление на первичное размещение акций ILFC.
International Lease Finance Corporation была куплена в 2014 году компанией AerCap.